# Lista de organizações trotskistas no Brasil
Esta é uma lista de organizações trotskistas no Brasil. Ela inclui os grupos que se autodenominam como trotskistas. As diversas organizações listadas aqui variam em tamanho desde aqueles que têm milhares de militantes a dezenas de membros. Variam também em matriz política trotskista, o que gera divergências táticas e estratégicas entre si.

## Organizações
Ativa       Inativa       Extinta
| Nome | Nome                                                            | Sigla | Contexto partidário | Fundação | Dirigente(s)          | Afiliação internacional                                                                    | Órgão de Imprensa                 |
| ---- | --------------------------------------------------------------- | ----- | ------------------- | -------- | --------------------- | ------------------------------------------------------------------------------------------ | --------------------------------- |
|      | Partido da Causa Operária                                       | PCO   | PCO                 | 1979     | Rui Costa Pimenta     | Foi membro Coordenação para a Refundação da Quarta Internacional (CRQI) até meados de 2006 | Diário da Causa Operária          |
|      | Partido Socialista dos Trabalhadores Unificado                  | PSTU  | PSTU                | 1994     | José Maria de Almeida | Liga Internacional dos Trabalhadores - Quarta Internacional (LIT-QI)                       | Opinião Socialista                |
|      | Combate pelo Socialismo                                         | CPS   | PT                  | 2015     | —                     | —                                                                                          | —                                 |
|      | Democracia Socialista                                           | DS    | PT                  | 1979     | Raul Pont             | Foi membro do Secretariado Unificado da Quarta Internacional (SU-QI) até meados de 2005    | —                                 |
|      | O Trabalho                                                      | OT    | PT                  | 1976     | Markus Sokol          | IV Internacional                                                                           | Jornal O Trabalho — A Verdade     |
|      | Corrente Socialista dos Trabalhadores                           | CST   | —                   | 1992     | João Batista "Babá"   | Unidade Internacional de Trabalhadores (UIT-QI).                                           | Jornal Combate Socialista         |
|      | Insurgência                                                     | —     | PSOL                | 2013     |                       | Secretariado Unificado da Quarta Internacional (SU-QI)                                     |                                   |
|      | Liberdade, Socialismo e Revolução                               | LSR   | PSOL                | 2009     | —                     |                                                                                            | Liberdade, Socialismo e Revolução |
|      | Movimento Esquerda Socialista                                   | MES   | PSOL                | 1999     | Luciana Genro         | Secretariado Unificado da Quarta Internacional (SU-QI)                                     | —                                 |
|      | Resistência                                                     | —     | PSOL                | 2018     | Valério Arcary        | —                                                                                          | Resistência PSOL                  |
|      | Movimento Revolucionário dos Trabalhadores                      | MRT   | —                   | 1999     | Diana Assunção        | Fração Trotskista pela Quarta Internacional (FT-QI).                                       | Esquerda Diário                   |
|      | Subverta                                                        | —     | PSOL                | 2017     |                       | Secretariado Unificado da Quarta Internacional (SU-QI)                                     |                                   |
|      | Organização Comunista Internacionalista(ex - Esquerda Marxista) | OCI   | —                   | 2007     |                       | Corrente Marxista Internacional (CMI).                                                     | Tempo de Revolução                |
|      | Luta Socialista                                                 | LS    | PSOL                | —        | —                     | —                                                                                          | Luta Socialista                   |
|      | Alicerce                                                        | —     | PSOL                |          |                       |                                                                                            |                                   |
|      | Comuna                                                          | —     | PSOL                | 2017     |                       | Secretariado Unificado da Quarta Internacional (SU-QI)                                     |                                   |
|      | Socialismo ou Barbárie                                          | SoB   | —                   | —        | —                     | —                                                                                          | Esquerda Web                      |
|      | Coletivo Tribuna Classista                                      | —     | —                   |          |                       |                                                                                            |                                   |
|      | Frente Comunista dos Trabalhadores                              | FCT   | —                   |          |                       |                                                                                            |                                   |
|      | Liga Bolchevique Internacionalista                              | LBI   | —                   |          |                       |                                                                                            | Jornal Luta Operária              |
|      | Liga Operária Internacionalista                                 | LOI   | —                   |          |                       |                                                                                            | LOI - Brasil                      |
|      | Liga Quarta-Internacionalista do Brasil                         | —     | —                   |          |                       |                                                                                            |                                   |
|      | Liga Socialista                                                 | —     | —                   |          |                       |                                                                                            |                                   |
|      | Luta Pelo Socialismo                                            | LPS   | —                   |          |                       |                                                                                            |                                   |
|      | Movimento Revolucionário Socialista                             | —     | —                   |          |                       |                                                                                            |                                   |
|      | Partido Operário Revolucionário                                 | POR   | —                   |          |                       |                                                                                            |                                   |
|      | Reagrupamento Revolucionário                                    | —     | —                   |          |                       |                                                                                            |                                   |
|      | Tendência Proletária                                            | —     | —                   |          |                       |                                                                                            |                                   |
|      | Transição Socialista                                            | TS    | —                   |          |                       |                                                                                            |                                   |
|      | Corrente Posadista                                              | —     | PT                  |          | Beto Almeida          |                                                                                            | Jornal "Revolução Socialista"     |
|      | Alternativa Socialista                                          | AS    | PSOL                |          |                       |                                                                                            |                                   |
|      | Comunismo e Liberdade                                           | —     | PSOL                | 2016     | Fredy Zapelone        |                                                                                            |                                   |
|      | Movimento por uma Alternativa Independente e Socialista         | MAIS  | PSOL                |          | Valério Arcary        |                                                                                            |                                   |
|      | Nova Organização Socialista                                     | NOS   | PSOL                |          |                       |                                                                                            |                                   |